# دورة فرنسا المفتوحة 2005
كانت بطولة فرنسا المفتوحة 2005 هي النسخة 109 من البطولة.
على صعيد الرجال، كان رافاييل نادال، المصنف رابعًا في أول بطولة فرنسية مفتوحة له، وكان مرشحًا قويًا للفوز بلقب الفردي بعد فوزه ببطولتي مونتي كارلو وروما للأساتذة. وصف غييرمو كوريا، حامل اللقب ووصيف نادال في عام 2005 في كل من موناكو وروما، بأن نادال  أفضل لاعب على الملاعب الترابية في العالم قبل البطولة. بعد فوزه على المصنف الأول روجر فيدرر في الدور قبل النهائي، فاز نادال على ماريانو بويرتا ليحرز أول ألقابه في بطولة فرنسا المفتوحة، والأول من أربعة ألقاب فاز بها على التوالي من عام 2005 حتى عام 2008. استمر نادال في الفوز بالبطولة 14 مرة وهو رقم قياسي.
قائمة بطولات دورة رولان غاروس لعام 2005:

## الكبار

### فردي رجال
رفائيل نادال هزم  Mariano Puerta، النتيجة:6-7(6), 6-3, 6-1, 7-5

### فردي سيدات
جوستين هنين هزمت  Mary Pierce، النتيجة:6-1, 6-1

### زوجي رجال
Jonas Björkman و Max Mirnyi هزما  Bob Bryan و Mike Bryan، النتيجة:2-6, 6-1, 6-4

### زوجي سيدات
Virginia Ruano Pascual و Paola Suárez هزمتا  Cara Black و Liezel Huber، النتيجة:4-6, 6-3, 6-3

### زوجي مختلط
Daniela Hantuchová و فابريس سانتورو هزما  Martina Navratilova و Leander Paes، النتيجة:3-6, 6-3, 6-2

## الشباب

### فردي أولاد
Marin Čilić هزم  Antal van der Duim، النتيجة:6-3, 6-1

### فردي بنات
Ágnes Szávay هزمت  Raluca-Ioana Olaru، النتيجة:6-2, 6-1

### زوجي أولاد
Emiliano Massa و Leonardo Mayer هزما  Sergey Bubka Jr.|Sergey Bubka و Jeremy Chardy، النتيجة:2-6, 6-3, 6-4

### زوجي بنات
Victoria Azarenka و Ágnes Szávay هزمتا  Raluca-Ioana Olaru و Amina Rakhim، النتيجة:4-6, 6-4, 6-0